# Svarttjärnen (Ucklums socken, Bohuslän)
Svarttjärnen är en sjö i Stenungsunds kommun i Bohuslän och ingår i Göta älvs huvudavrinningsområde.